# فينيسيوس بيرغانتين
فينيسيوس بيرغانتين (بالبرتغالية: Vinícius Bergantin‏) (مواليد 31 يوليو 1980 في سالتو - البرازيل) لاعب كرة قدم برازيلي يلعب حاليا لصالح نادي الدرجة الأولى هانوفر الألماني منذ 2002 في مركز قلب الدفاع .

## روابط خارجية
- فينيسيوس بيرغانتين على موقع قاعدة بيانات كرة القدم.إي يو (الإنجليزية)
- فينيسيوس بيرغانتين على موقع بيانات كرة القدم. دي إي (الألمانية)
- فينيسيوس بيرغانتين على موقع ليكيب (الفرنسية)
- فينيسيوس بيرغانتين على موقع عالم كرة القدم.نت (الإنجليزية)